# Wahlkreis Dresden 7 (seit 2024)
Der Wahlkreis Dresden 7 ist der Wahlkreis Nr. 46 bei den Wahlen zum Sächsischen Landtag. Er ist einer von acht Dresdner Wahlkreisen und umfasst den Stadtbezirk Cotta ohne Löbtau-Nord und Löbtau-Süd sowie die Ortschaften Altfranken, Cossebaude, Oberwartha, Mobschatz und Gompitz.
Dieser Wahlkreis wurde im Zuge der Wahlkreisanpassung 2023 aus dem bisherigen Wahlkreis Dresden 6 gebildet, wobei Cotta hinzukam und das größere Löbtau an den neuen Wahlkreis Dresden 8 fiel.

## Wahl 2024
Zur Landtagswahl 2024 treten folgende Direktkandidaten und Parteien an, Zahlen vom
:
| Direktkandidat     | Partei              | Erststimmen in % | Zweitstimmen in % |
| ------------------ | ------------------- | ---------------- | ----------------- |
| Felix Hitzig       | CDU                 | 37,3             | 31,9              |
| Matthias Rentzsch  | AfD                 | 33,7             | 29,9              |
| Philipp Grimm      | Die Linke           | 4,9              | 3,4               |
| Yvonne Mosler      | GRÜNE               | 5,3              | 6,4               |
| Lukas Peger        | SPD                 | 6,2              | 8,1               |
| Dominik Zoch       | FDP                 | 1,3              | 1,1               |
| Torsten Nitzsche   | Freie Wähler        | 3,7              | 1,7               |
| –                  | Die Partei          | x                | 1,0               |
| –                  | Piraten             | x                | 0,6               |
| –                  | ÖDP                 | x                | 0,1               |
| Roland Hultsch     | BüSo                | 0,6              | 0,2               |
| –                  | Tierschutz hier!    | x                | 1,1               |
| –                  | dieBasis            | x                | 0,2               |
| –                  | Bündnis C           | x                | 0,1               |
| –                  | Bündnis Deutschland | x                | 0,3               |
| –                  | BSW                 | x                | 11,3              |
| Hans-Jörg Schneese | Freie Sachsen       | 1                | 2,4               |
| –                  | V-Partei3           | x                | 0,2               |
| –                  | WU                  | x                | 0,2               |
| Holger Zastrow     | Team Zastrow        | 6,1              | x                 |